# Fachwerkhof Kompstraße 24

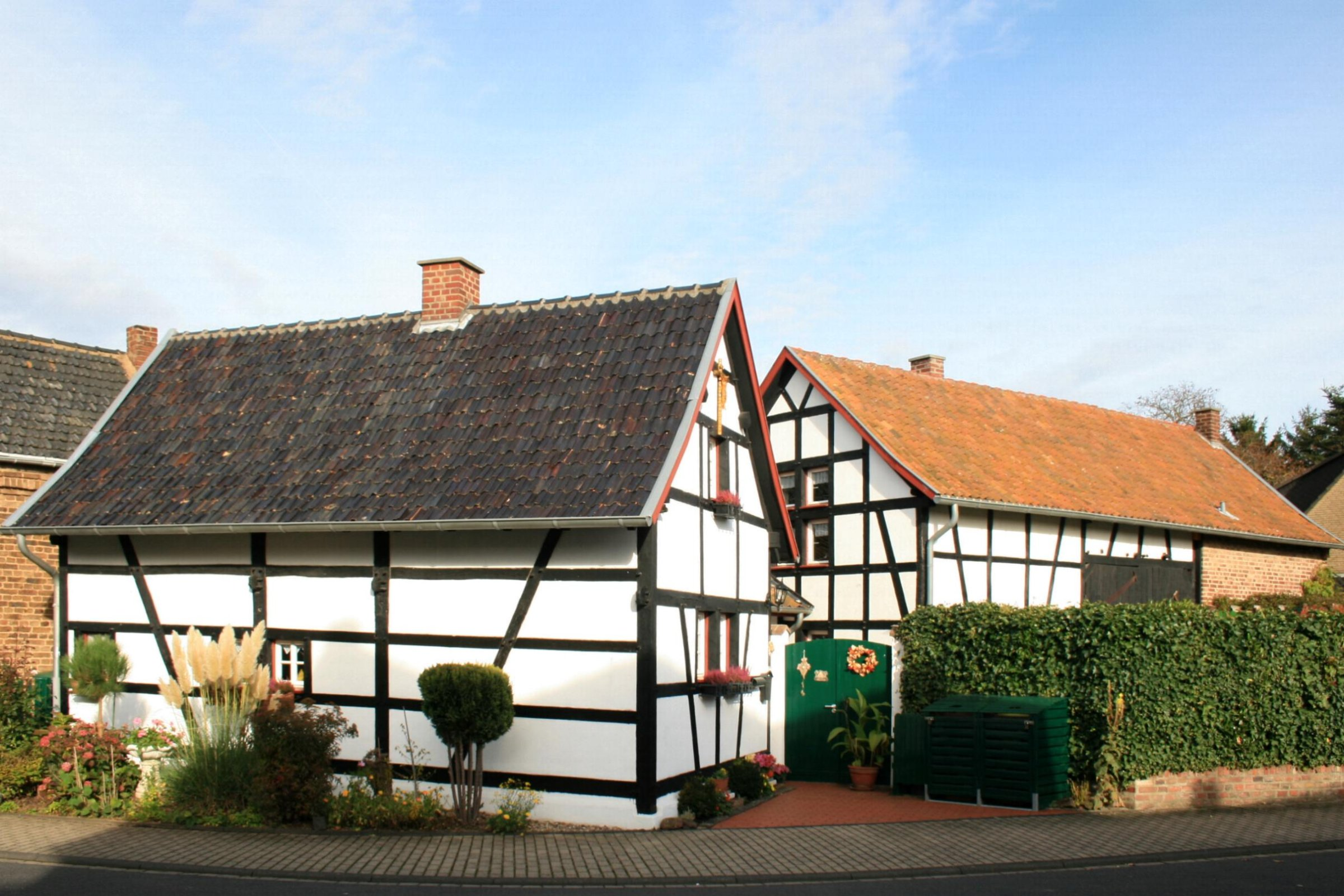
Der Fachwerkhof

Der Fachwerkhof Kompstraße 24 befindet sind in Pingsheim, einem Ortsteil von Nörvenich im Kreis Düren, Nordrhein-Westfalen. Er steht in einer Kurve der Kompstraße gegenüber der Einmündung „Am Bräucher“.
Der Fachwerkhof wurde im frühen 18. Jahrhundert erbaut. Das traufenständige Wohnhaus ist 1½-geschossig. Es hat liegende Gefache mit Schrägstreben und durchgezapften Ankerbalken. Die Gefache sind mit Backsteinen ausgemauert. Teilweise sind die Fensteröffnungen noch original. Auf dem Hof befindet sich ein Satteldach.
Das Gebäude wurde am 21. März 1985 in die Denkmalliste der Gemeinde Nörvenich unter Nr. 62 eingetragen.

## Belege
- Denkmalliste der Gemeinde Nörvenich (PDF-Datei; 105 kB)

Koordinaten: 50° 48′ 1,9″ N, 6° 41′ 35,1″ O